# Alföldi László (geológus)
Alföldi László (Tiszadob, 1928. szeptember 23. – Budapest, 2015. május 5.) geológus, hidrogeológus, a földtudományok doktora, az ELTE címzetes egyetemi tanára. Alföldi Lajos orvos és bakteriológus testvére.

## Életpályája
1928-ban született az akkori Szabolcs-Ung vármegyében, Tiszadobon. Apja Alföldi Lajos, anyja Aprendek Margit volt. Felsőfokú tanulmányokat az Eötvös Loránd Tudományegyetemen 1948-1952 közt, geológusi oklevelét 1952-ben kapta kézhez, majd 1958-ban doktorált. 1979-től a földtudományok kandidátusa, 1989-től doktora. 1952-ben az Országos Tervhivatal bányászati osztályán kezdte pályafutását, majd a távlati tervezési főosztály munkatársa lett. 1956-1958 között a Magyar Állami Földtani Intézet igazgatóhelyetteseként, majd az uránkutatás osztályvezetőjeként működött. 1956-1964 között a mongol-magyar vízkutatási expedíció hidrogeológusa volt a Góbi-sivatagban. 1964-1972 között a Vituki Környezetvédelmi és Vízgazdálkodási Kutatóintézet tudományos főmunkatársa, majd az Országos Földtani Kutató és Fúró Vállalat főgeológusa igazgatóhelyettesi minőségben. 1972-1985 között a felszín alatti vizek vizsgálatának főosztályvezetője, majd a Vízrajzi Intézet vezetőhelyettese, az OVH vízgazdálkodási főosztályvezetője. 1985-1990 között a Vituki főigazgatója. 1991-ben nyugdíjba vonult, de tovább oktatott az egyetemeken.
1969-től kapcsolódott be az egyetemi oktatásba, a Budapesti Műszaki Egyetem szakmérnöki tagozatán hidrogeológiát adott elő, 1973-tól az ELTE Természettudományi Karán geológiát tanított, 1994-től a Soproni Egyetem hidrogeológia tanára. Az ELTE címzetes egyetemi tanára. Tudományos közleményeinek száma meghaladja a 100-at.

## Magánélete
1951-ben kötött házasságot Balkovics Kornéliával, házasságukból két gyermek született, László (1953) és Zsófia (1960).

## Tudományos közleményeiből
- Abráziós diszkordancia nyomai a sajóvölgyi barnakőszéntelepek fedőjében. Budapest; Akadémiai Kiadó, 1959. 125-132. ill. ; Különnyomat a Földtani Közlönyből;
- A vízgazdálkodás jelenének, jövőjének kérdőjelei. Ezredforduló, 1999. 1. sz. 3-8.
- Árvíz, belvíz, talajvíz. Magyar Tudomány, 45. 2000. 6. 673-687.

## Köteteiből
- Hidrogeológia. Budapest : Tankönyvkiadó, 1971. 182 p. ill.
- Környezetvédelemmel kapcsolatos feladatok a felszínalatti vízkutatásban : Kivonatos összefoglalás / Alföldi László, Papp Béla ; [Közread. a] Vízgazdálkodási Tudományos Kutató Intézet. Budapest : VITUKI, 1976. 128 p. ill.
- Budapesti hévizek = Termal'nye vody Budapešta = Thermal waters of Budapest. Budapest; VITUKI, 1979. 102 p. ill.
- Kiinduló helyzetkép természeti erőforrásainkról és azok hasznosításáról / ... szerk. Rétvári László ; [szerzői munkaközösség: Alföldi László et al.] Budapest; Magyar Tudományos Akadémia. Földrajztudományi Kutató Intézet, 1983. 151 p. ill.
- Bányászati karsztvízszint-süllyesztés a Dunántúli-középhegységben. Rekviem a Dunántúli-középhegység karsztvízszint alatti bányászkodásáért / Alföldi László, Csepregi András, Kapolyi László ; szerk. Alföldi László, Kapolyi László (tanulmányok). Budapest; MTA FKI, 2007.

## Díjak, elismerések
- MTESZ-díj
- Vásárhelyi Pál-emlékérem
- Pro Geologia Applicata Emlékérem (1986)
- Kvassay Jenő-díj (1998)
- A Magyar Köztársasági Érdemrend középkeresztje (2002)
- Eötvös József-koszorú (2002)
- Vitális Sándor szakirodalmi nívódíj (2003)
- Vitális István tudományos díj (2006)[1]